# Obryzum corniculatum
Obryzum corniculatum är en lavart som beskrevs av Wallr. Obryzum corniculatum ingår i släktet Obryzum och familjen Obryzaceae.  Arten är reproducerande i Sverige. Inga underarter finns listade i Catalogue of Life.